# Kamilla Morais Sotero
Kamilla Morais Sotero (* 25. August 1994 in Belo Horizonte, Minas Gerais), oft auch Ka genannt, ist eine brasilianische Fußballspielerin.

## Karriere

### Verein
Kamilla wuchs in einem Vorort von Belo Horizonte auf; mit fünfzehn wurde sie mit einer Tochter schwanger. Bis zum Jahresbeginn 2015 arbeitete sie in ihrer Heimatstadt hauptberuflich als Kellnerin und betrieb den Fußballsport nur als Hobby, als sie von Freunden zur Teilnahme an einem Probetraining des Rio Preto EC in São José do Rio Preto bewegt werden konnte, bei dem sie von Trainer Francisco Reguera Inojo sofort für das Frauenteam des Clubs verpflichtet wurde. Bereits in ihrer ersten Saison wurde sie in zwölf Pflichtspielen zum Titelgewinn in der brasilianischen Meisterschaft eingesetzt. Den Durchbruch als Torjägerin schaffte sie in der Saison 2016, in der sie mit dem Rio Preto EC erneut das Finale der nationalen Meisterschaft erreichte und die Staatsmeisterschaft von São Paulo gewann. Zur Saison 2017 wechselte sie zum EC Iranduba in den Amazonas, wo sie mit anhaltender Formstärke zum Gewinn der Staatsmeisterschaft beitrug.
Zur Saison 2018 wechselte Kamilla zum SC Corinthians nach São Paulo, den sie gemeinsam mit ihren ehemaligen Teamkolleginnen vom Rio Preto, Millene und Adriana, verstärkte.

### Nationalmannschaft
Während ihrer Zeit bei Iranduba wurde Kamilla von Nationaltrainerin Emily Lima für den A-Kader der Nationalmannschaft anlässlich des Freundschaftsspiels gegen Deutschland in Sandhausen am 4. Juli 2017 berufen, in dem sie durch eine Einwechslung zu ihrem bisher einzigen Länderspieleinsatz kam.

## Erfolge
- Brasilianische Meisterin: 2015, 2018, 2019
- Staatsmeisterin von Rio de Janeiro: 2020, 2022
- Staatsmeisterin von Amazonas: 2017
- Staatsmeisterin von São Paulo: 2016
- Staatsmeisterin von Minas Gerais: 2014